# Skomagerhus

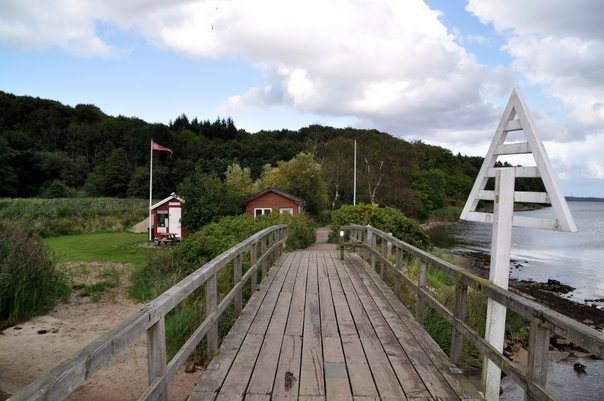
Grenzübergang zwischen Wassersleben (D) und Kruså (DK)

Skomagerhus (deutsch Schusterkate) ist ein Grenzübergang zwischen Dänemark und Deutschland, der aus einer schmalen hölzernen Fußgängerbrücke, der Dammbrücke, über die Kruså an deren Mündung in die Flensburger Förde besteht.

## Lage und Geschichte
Von der deutschen Seite aus ist der Übergang über die kleine Wohnstraße Dammweg in der Stadt Sosti (deutsch Wassersleben) zu erreichen. Von hier aus kann man in Dänemark in Richtung Kollund Skov weiterfahren. Die Brücke verbindet auch den nahe gelegenen dänischen Gendarmsti und den deutschen Fördesteig (Fjordsti), der entlang der Flensburger Förde verläuft.
Hier steht der erste der 280 dänisch-deutschen Grenzsteine.
Der Grenzübergang wurde durch die Slesvig-Grenzregelung von 1920 eingerichtet. Die Grenze konnte hier nur von einer begrenzten Anzahl von Einheimischen mit Sondergenehmigung überquert werden. Während des Zweiten Weltkriegs war der Grenzübergang geschlossen. Erst mit dem Beitritt Dänemarks zum Schengener Abkommen am 25. März 2001 wurde er vollständig geöffnet. Während der Corona-Krise fanden von dänischer Seite zeitweise wieder Grenzkontrollen statt, der Übergang Schusterkate war nur stundenweise geöffnet.